# Harpagoxenus canadensis
Harpagoxenus canadensis је инсект из реда Hymenoptera.

## Угроженост
Ова врста се сматра рањивом у погледу угрожености врсте од изумирања.

## Распрострањење
Врста има станиште у Канади и Сједињеним Америчким Државама.